# مجلس الوزراء الفلسطيني
مجلس الوزراء الفلسطيني هو السلطة التنفيذية للحكومة الفلسطينية. يتكون من رئيس الوزراء ووزراء لا يزيد عددهم عن 24 وزير.

## التعيين
يتم تعيين رئيس الوزراء الفلسطيني من قبل رئيس السلطة الوطنية الفلسطينية، ولا يشترط أن يكون رئيس الوزراء أحد أعضاء المجلس التشريعي الفلسطيني كما هو الحال في كثير من الدول. ويقوم رئيس الوزراء بتعيين وعزل الوزراء. ووفقا للقانون الأساسي الفلسطيني لا يجوز للحكومة ممارسة أي اختصاصات إلا بعد نيل ثقة المجلس التشريعي الفلسطيني.

## مواد القانون الأساسي الخاصة بمجلس الوزراء
مواد القانون الأساسي الفلسطيني المعدل 2005 الخاصة بمجلس الوزراء

### مادة (63): مجلس الوزراء
مجلس الوزراء (الحكومة) هو الأداة التنفيذية والإدارية العليا التي تضطلع بمسؤولية وضع البرنامج الذي تقره السلطة التشريعية موضع التنفيذ، وفيما عدا ما لرئيس السلطة الوطنية من اختصاصات تنفيذية يحددها القانون الأساسي، تكون الصلاحيات التنفيذية والإدارية من اختصاص مجلس الوزراء.

### مادة (64): عدد أعضاء مجلس الوزراء
1. يتكون مجلس الوزراء من رئيس الوزراء وعدد من الوزراء لا يتجاوز أربعة وعشرين وزيراً.
2. يحدد في قرار التعيين الوزارة التي تسند إلى كل وزير.

### مادة (65): تشكيل رئيس الوزراء للحكومة
1. فور تكليفه من قبل رئيس السلطة الوطنية الفلسطينية يتولى رئيس الوزراء تشكيل حكومته خلال ثلاثة أسابيع من تاريخ اختياره، وله الحق في مهلة أخرى أقصاها أسبوعان آخران فقط.
2. إذا أخفق رئيس الوزراء في تشكيل حكومته خلال الأجل المذكور أو لم يحصل على ثقة المجلس التشريعي وجب على رئيس السلطة الوطنية استبداله بآخر خلال أسبوعين من تاريخ إخفاقه أو من تاريخ جلسة الثقة حسب مقتضى الحال، وتنطبق على رئيس الوزراء الجديد الأحكام الواردة في الفقرة (1) أعلاه.

### مادة (66): التصويت على الثقة بمجلس الوزراء
1. فور اختيار رئيس الوزراء لأعضاء حكومته يتقدم بطلب إلى المجلس التشريعي لعقد جلسة خاصة للتصويت على الثقة بهم بعد الاستماع والانتهاء من مناقشة البيان الوزاري المكتوب الذي يحدد برنامج وسياسة الحكومة، على أن تعقد الجلسة في موعد أقصاه أسبوع من تاريخ الطلب.
2. يتم التصويت على الثقة برئيس الوزراء وأعضاء حكومته مجتمعين، ما لم تقرر الأغلبية المطلقة خلاف ذلك.
3. تمنح الثقة بالحكومة إذا صوتت إلى جانبها الأغلبية المطلقة لأعضاء المجلس التشريعي.

### مادة (67): أداء رئيس الوزراء والوزراء اليمين الدستورية
بعد الحصول على الثقة بهم وقبل مباشرة أعمالهم يؤدي رئيس الوزراء وأعضاء حكومته أمام رئيس السلطة الوطنية اليمين الدستورية المنصوص عليها في المادة (35) من القانون الأساسي.

### مادة (68): مهام وصلاحيات رئيس الوزراء
يمارس رئيس الوزراء ما يلي:
1. تشكيل مجلس الوزراء أو تعديله أو إقالة أو قبول استقالة أي عضو أو ملء الشاغر فيه.
2. دعوة مجلس الوزراء للانعقاد في جلسته الأسبوعية أو عند الضرورة، أو بناء على طلب رئيس السلطة الوطنية، ويضع جدول أعماله.
3. ترؤس جلسات مجلس الوزراء.
4. إدارة كل ما يتعلق بشؤون مجلس الوزراء.
5. الإشراف على أعمال الوزراء والمؤسسات العامة التابعة للحكومة.
6. إصدار القرارات اللازمة في حدود اختصاصاته وفقاً للقانون.
7. توقيع وإصدار اللوائح أو الأنظمة التي يصادق عليها مجلس الوزراء.
8. يقوم رئيس الوزراء بتعين نائب له من بين وزرائه ليقوم بأعماله عند غيابه.

### مادة (69): اختصاصات وصلاحيات مجلس الوزراء
يختص مجلس الوزراء بما يلي:
1. وضع السياسة العامة في حدود اختصاصه، وفي ضوء البرنامج الوزاري المصادق عليه من المجلس التشريعي.
2. تنفيذ السياسات العامة المقررة من السلطات الفلسطينية المختصة.
3. وضع الموازنة العامة لعرضها على المجلس التشريعي.
4. إعداد الجهاز الإداري، ووضع هياكله، وتزويده بكافة الوسائل اللازمة، والإشراف عليه ومتابعته.
5. متابعة تنفيذ القوانين وضمان الالتزام بأحكامها، واتخاذ الإجراءات اللازمة لذلك.
6. الإشراف على أداء الوزارات وسائر وحدات الجهاز الإداري لواجباتها واختصاصاتها، والتنسيق فيما بينها.
7. مسؤولية حفظ النظام العام والأمن الداخلي.
8. مناقشة الاقتراحات مع الجهات المختلفة ذات العلاقة بالفقرتين (6 و7) أعلاه، وسياساتها في مجال تنفيذ اختصاصاتها.
9. أ- إنشاء أو إلغاء الهيئات والمؤسسات والسلطات أو ما في حكمها من وحدات الجهاز الإداري التي يشملها الجهاز التنفيذي التابع للحكومة، على ان ينظم كل منها بقانون.
  - ب- تعيين رؤساء الهيئات والمؤسسات المشار إليها في البند (أ) أعلاه والإشراف عليها وفقا لأحكام القانون.
10. تحديد اختصاصات الوزارات والهيئات والسلطات والمؤسسات التابعة للجهاز التنفيذي كافة، وما في حكمها.
11. أية اختصاصات أخرى تناط به بموجب أحكام القانون.

### مادة (70): الصلاحيات التشريعية لمجلس الوزراء
لمجلس الوزراء الحق في التقدم إلى المجلس التشريعي بمشروعات القوانين وإصدار اللوائح واتخاذ الإجراءات اللازمة لتنفيذ القوانين.

### مادة (71): اختصاصات وصلاحيات الوزير
يختص كل وزير في إطار وزارته على وجه الخصوص بما يأتي:
1. اقتراح السياسة العامة لوزارته والإشراف على تنفيذها بعد إقرارها.
2. الإشراف على سير العمل في وزارته وإصدار التعليمات اللازمة لذلك.
3. تنفيذ الموازنة العامة ضمن الاعتمادات المقررة لوزارته.
4. إعداد مشروعات القوانين الخاصة بوزارته وتقديمها لمجلس الوزراء.
5. يجوز للوزير تفويض بعض سلطاته إلى وكيل الوزارة، أو غيره من موظفي الإدارة العليا في وزارته، في حدود القانون.

### مادة (72): التقارير التفصيلية عن نشاطات الوزارات
على كل وزير أن يقدم إلى مجلس الوزراء تقارير تفصيلية عن نشاطات وزارته وسياساتها وخططها ومنجزاتها مقارنة بالأهداف المحددة للوزارة في إطار الخطة العامة، وكذلك عن مقترحاتها وتوصياتها بشأن سياستها في المستقبل.
وتقدم هذه التقارير بشكل دوري منتظم كل ثلاثة أشهر بحيث يكون مجلس الوزراء على اطلاع واف بسياسات كل وزارة ونشاطاتها.

### مادة (73): جلسات مجلس الوزراء
1. بدعوة من رئيس الوزراء تعقد جلسات مجلس الوزراء بصورة دورية أسبوعيا، أو عند الضرورة، ولا يجوز لغير الوزراء حضور هذه الجلسات إلا بناء على دعوة مسبقة من رئيس الوزراء.
2. تكون جلسات مجلس الوزراء موثقة.

### مادة (74): مسؤولية رئيس الوزراء والوزراء
1. رئيس الوزراء مسؤول أمام رئيس السلطة الوطنية عن أعماله وعن أعمال حكومته.
2. الوزراء مسؤولون أمام رئيس الوزراء كل في حدود اختصاصه وعن أعمال وزارته.
3. رئيس الوزراء وأعضاء حكومته مسؤولون مسؤولية فردية وتضأمنية أمام المجلس التشريعي.

### مادة (75): حق رئيس السلطة ورئيس الوزراء في الإحالة إلى التحقيق
- 3 لرئيس السلطة الوطنية الحق في إحالة رئيس الوزراء إلى التحقيق فيما قد ينسب إليه من جرائم أثناء تأديته أعمال وظيفته أو بسببها وذلك وفقا لأحكام القانون.

1. لرئيس الوزراء الحق في إحالة أي من الوزراء إلى التحقيق استنادا إلى أي من الأسباب المشار إليها في الفقرة (1) أعلاه وذلك وفقا لأحكام القانون.

### مادة (76): توقيف الوزراء ومحاكمتهم
1. يوقف من يتهم من الوزراء عن مهام منصبه فور صدور قرار الاتهام، ولا يحول انتهاء خدمته دون الاستمرار في إجراءات التحقيق والمتابعة.
2. يتولى النائب العام أو من يمثله من أعضاء النيابة العامة إجراءات التحقيق والاتهام وتتم المحاكمة أمام المحكمة المختصة، وتتبع الأحكام والقواعد المقررة في قانوني العقوبات والإجراءات الجزائية.
3. تسري الأحكام السابقة على نواب الوزراء ووكلاء الوزارات ومن في حكمهم.

### مادة (77): حجب الثقة عن الحكومة
1. يجوز لعشرة أعضاء من المجلس التشريعي التقدم بطلب إلى رئيس المجلس لعقد جلسة خاصة لطرح الثقة بالحكومة أو بأحد الوزراء بعد استجوابه.
2. يتم تحديد موعد أول جلسة بعد مضي ثلاثة أيام على تقديم الطلب ولا يجوز أن يتجاوز موعدها أسبوعين من ذلك التاريخ.

### مادة (78): إجراءات حجب الثقة وتبعاتها
1. يتم حجب الثقة عن رئيس الوزراء وحكومته بالأغلبية المطلقة لأعضاء المجلس التشريعي.
2. يترتب على حجب الثقة عن رئيس الوزراء وحكومته انتهاء ولايتهم.
3. عند انتهاء ولاية رئيس الوزراء وأعضاء حكومته يمارسون أعمالهم مؤقتا باعتبارهم حكومة تسيير أعمال ولا يجوز لهم أن يتخذوا من القرارات إلا ما هو لازم وضروري لتسيير الأعمال التنفيذية لحين تشكيل الحكومة الجديدة.

### مادة (79): تغيير رئيس الوزراء والوزراء
1. عند قيام المجلس التشريعي بالأغلبية المطلقة لأعضائه بحجب الثقة عن رئيس الوزراء، أو عنه وعن أعضاء حكومته مجتمعين يقدم رئيس السلطة الوطنية الفلسطينية بديلا خلال مهلة أقصاها أسبوعان تبدأ من تاريخ حجب الثقة، ويخضع رئيس الوزراء الجديد لأحكام هذا الباب.
2. حال قيام المجلس التشريعي بحجب الثقة عن واحد أو أكثر من أعضاء الحكومة يقدم رئيس الوزراء بديلاً في الجلسة التالية على إلا يتجاوز موعدها أسبوعين من تاريخ حجب الثقة.
3. أ- يعد تعديلا وزاريا أية إضافة أو تغيير يطال حقيبة وزارية أو وزيراً أو أكثر من أعضاء مجلس الوزراء ما دام لم يبلغ ثلث عددهم.
  - ب. عند إجراء تعديل وزاري أو إضافة أحد الوزراء أو ملء الشاغر لأي سبب كان يتم تقديم الوزراء الجدد خلال مدة أقصاها أسبوعان من تاريخ التعديل أو الشغور للمجلس التشريعي في أول جلسة يعقدها للتصويت على الثقة بهم وفقا لأحكام هذه المادة.
4. لا يجوز لرئيس الوزراء أو لأي من الوزراء ممارسة مهام منصبه إلا بعد الحصول على الثقة به من المجلس التشريعي.

### مادة (80): إقرار الذمة المالية وتضارب المصالح
1. على رئيس الوزراء وكل وزير أن يقدم إقراراً بالذمة المالية الخاصة به وبزوجه وبأولاده القصر، مفصلاً فيه كل ما يملكون من عقارات ومنقولات وأسهم وسندات وأموال نقدية داخل فلسطين وخارجها، وما عليهم من ديون إلى رئيس السلطة الوطنية الذي يضع الترتيبات اللازمة للحفاظ على سريتها وتبقى سرية ولا يجوز الإطـلاع عليها إلا بإذن من المحكمة العليا عند الاقتضاء.
2. لا يجوز لرئيس الوزراء أو لأي وزير من الوزراء أن يشتري أو يستأجر شيئاً من أملاك الدولة، أو أحد الأشخاص المعنوية العامة، أو أن تكون له مصلحة مالية في أي عقد من العقود التي تبرمها الجهات الحكومية أو الإدارية، كما لا يجوز له طوال مدة وزارته أن يكون عضواً في مجلس إدارة أي شركة أو أن يمارس التجارة أو أي مهنة من المهن أو أن يتقاضى راتباً أخر أو أي مكافآت أو منح من أي شخص آخر وبأي صفة كانت غير الراتب الواحد المحدد للوزير ومخصصاته.

### مادة (81): مخصصات رئيس الوزراء والوزراء
تحدد بقانون مخصصات رئيس الوزراء والوزراء ومن في حكمهم.

### مادة (82): شروط التعيين لرئيس الوزراء والوزراء
يشترط فيمن يعين رئيساً للوزراء أو وزيراً أن يكون فلسطينياً متمتعاً بكامل حقوقه المدنية والسياسية.

### مادة (83): حالات اعتبار الحكومة مستقيلة
تعتبر الحكومة مستقيلة ويعاد تشكيلها وفقا لإحكام هذا الباب في الحالات التالية:
1. فور بدء ولاية جديدة للمجلس التشريعي.
2. بعد حجب الثقة عن رئيس الوزراء أو عن رئيس الوزراء وحكومته، أو عن ثلث عدد الوزراء على الأقل.
3. أية إضافة أو تغيير أو شغور أو إقالة تشمل ثلث عدد أعضاء مجلس الوزراء على الأقل.
4. وفاة رئيس الوزراء.
5. استقالة رئيس الوزراء أو استقالة ثلث عدد أعضاء الحكومة على الأقل.
6. إقالة رئيس الوزراء من قبل رئيس السلطة الوطنية.

## وصلات خارجية
- الموقع الرسمي لمجلس الوزراء الفلسطيني نسخة محفوظة 11 نوفمبر 2014 على موقع واي باك مشين.
- الأمانة العامة، رئاسة مجلس الوزراء، السلطة الوطنية الفلسطينية، الحكومة الفلسطينية المقالة (قطاع غزة)